# 選挙特別番組
選挙特別番組（せんきょとくべつばんぐみ）は、報道機関が選挙の行われた当日の夜に放送する開票速報を放送局が特別番組で報道する報道特別番組の一種である。総合編成放送局及びニュース専門局の大半が放送する。また、基本的な構成はどの国も同じであるケースが多い。

## 日本における概要
選挙を取り仕切る団体（選挙管理委員会など）からの情報や出口調査や世論調査などの事前情勢取材を踏まえて放送する。工夫を凝らした3DCGで分析や解説を行ったり、司会には放送局の「報道の顔」や著名人が担当するのが一般的である。
衆議院議員総選挙と参議院議員通常選挙においては各局共長時間の番組が編成される。選挙特別番組は投票当日の20時の数分前（以下全てJST）から翌日未明まで数時間に渡って編成され、長時間に渡るため「第1部」・「第2部」と数部構成がとられるケースが多い。また、投票日翌日午前中に選挙特別番組が編成されることもあるが、通常の報道・情報番組の特別編成という形がとられるケースが多い。

## 番組構成
国政選挙の場合、投票当日の20時数分前から番組が開始され最終的な推定投票率などが報道される、そして、最終の投票締め切り時刻である20時丁度に各局独自の出口調査による「議席予測」を出している。これは1957年に日本テレビ系列が開始したもので、数値に上下一定の幅を持たせて報道されることもある。現在では全議席確定までインターネットに議席予測が表示され、比較できる様になっている。地上デジタル放送に移行後はデータ放送連動で開票速報や議席予測が随時更新されるようになる。性格上、各局似たりよったりの構成になることが多い。
NHKでは通常のニュースと同じく、アナウンサーと解説者が状況を説明している。民放各局では、仮に野党が与党になったらどうなるかの再現ドラマや、現役国会議員や政治関係者など招いたゲストのコメントを聞いたりなどのコーナーを設けている。
1980年代には日本テレビとテレビ朝日が久米宏を起用したり（『久米宏のTV選挙スクランブル』『久米宏の選挙ステーション』）、フジテレビ系列がお笑いタレントを起用してバラエティ番組の要素が取り入れられた。1990〜2000年代はプロ野球中継などスポーツ番組と組み合わされるケースが多かった。
2010年代には、テレビ東京がNHK出身の池上彰を司会者に迎え、複雑な選挙制度をわかりやすく説明したり、タブー扱いされてきた公明党と創価学会の関係性にも踏み込むなど、他局と異なる構成の番組を放送し、テレビ東京が度々民放視聴率1位を獲得していた。以降、各社もこぞってタレント起用をしたり、トークバトルをやらせたりするようになった。またこの時期小泉進次郎が度々出演し「よく客寄せパンダって言われてますけど」と自嘲していた。
NHK Eテレ（教育テレビ）では2020年代前半までは選挙特番を組まずに通常番組を編成していたが、2023年4月の第20回統一地方選挙では総合テレビの開票速報番組の一部を手話通訳付きで放送。2024年10月実施の第50回衆議院議員総選挙では国政選挙としては初めて手話通訳付きで総合テレビの開票速報番組の一部を同時放送した。

## 系列局の対応
首都圏以外の民放系列局における衆議院議員総選挙や参議院議員通常選挙における開票特番では、原則在京キー局発の内容を放送するが、合間で地元選挙区の情報を伝えるため、地元発の特別番組に差し替えすることがある。主に平日夕方の報道・情報番組のメインキャスターが、特別番組を担当することが多く、中にはその番組のテイストを活かして構成することも多い。
基本的に出口調査発表後しばらくしてから各局で差し替えを開始するが、流動的な選挙特番においては切り替わりが唐突になることが多い。深夜には大勢が判明し、当選者がスタジオにかけつけたり選挙事務所から中継で出演して今後の抱負を語ったりキャスター・記者・コメンテーターとの討論も行なわれる。そのため、キー局番組の途中であってもネットを中断もしくは再開することになる。また、その差し替えの間に全国のネットスポンサークレジットの入れ替えがある場合は自局でクレジットを送出することがあり、そういった意味では企画ネットが部分的に容認された番組とも言える。
差し替えの度合いは地域によってまちまちだが、選挙区の数が多くなればなるほど頻度が高く大都市圏の系列局が目立つ。顕著なのは在阪準キー局であり、毎日放送・関西テレビ・読売テレビ・朝日放送テレビでは特番のほとんどの枠を自社発に差し替えて、関西地方の情報を伝える。キー局の番組のネット受けは、冒頭の出口調査結果や党首インタビューなどごくわずかにとどめている。大勢が判明する深夜0時頃からは、キー局番組中心の構成となる。概ねこの時間帯でキー局側も内容を切り替えることが多い。
ラジオは系列局ではTBSラジオ発の放送を受けることが多く、その一部を差し替えているか、すべてを自社制作とし地元の情報を伝えながら全国の情勢をフォローするか、自社制作に内包しながら党首インタビューのみを受けるパターンもある。その一方で、日曜日は編成上番組の変更ができないことからやむを得ず、差し替え可能な枠のみを特番とする例もある。
また、ラテ兼営の場合、ラジオ・テレビ同時放送を行う場合もある。

### 地方選挙
衆議院議員総選挙や参議院議員通常選挙とは異なり、国会議員の補欠選挙や都道府県及び市区町村での首長選挙や議会選挙では、一部の番組を差し替えて放送したり、5分程度の番組枠（主にスポットニュース枠や天気予報枠・番宣番組枠）や週末最終ニュースのローカル枠（通常関東ローカルのニュースをそのまま放送している系列局で実施）、画面上部にニュース速報として放送したり、L字放送を実施している場合が多い。
近年はテレビ朝日が『サンデーステーション』（2017年4月 - 2018年3月、2020年10月 - 2024年9月）『有働Times』（2024年10月 - ）、フジテレビが『Mr.サンデー』（2010年4月 - ）と開票時間である日曜夜に報道系ワイド番組を編成していることから、統一地方選挙および東京都知事選挙など話題性の大きい選挙については番組内でそのまま報道されることがある。

## インターネット配信
テレビ放送に留まらず、各放送局のYoutube等配信サイトでライブ配信で行う場合もある。20時前後から配信する。特に地方選で多く見られたが、2020年代頃からは国政選挙でも広まっている。

## 番組一覧

### 2000年衆議院議員総選挙
- 選挙開票速報（NHK）
- NNN ELECTION（日本テレビ系列）
- 選挙開票特別番組 票決!ライブ（TBS系列）
- FNN総選挙スペシャル（フジテレビ系列）
- 選挙ステーション2000（テレビ朝日系列）
- TXN選挙スペシャル 総選挙ドットcom（テレビ東京系列）

### 2001年参議院議員通常選挙
- 選挙開票速報（NHK）
- NNN参院選スペシャル2001・鼓動（日本テレビ系列）
- 選挙開票特別番組 票決!ライブ（TBS系列）
- 聖域なき生直撃 FNN真夏の大変革 小泉維新に骨太審判（フジテレビ系列）
- 選挙ステーション2001（テレビ朝日系列）
- 激突!改革コロシアム（テレビ東京系列）

### 2003年衆議院議員総選挙
- 選挙開票速報（NHK）
- ゲキセン!（日本テレビ系列）
- 選挙開票特別番組 票決!ライブ（TBS系列）
- FNN踊る大選挙戦（フジテレビ系列）
- 選挙STATION2003（テレビ朝日系列）
- ザ・決断!総選挙（テレビ東京系列）

### 2004年参議院議員通常選挙
- 選挙開票速報（NHK）
- ゲキセン!（日本テレビ系列）
- 選挙開票特別番組 票決!ライブ（TBS系列）
- FNN踊る大選挙戦（フジテレビ系列）
- 選挙STATION2004（テレビ朝日系列）
- ザ・決断!日本の選択（テレビ東京系列）

### 2005年衆議院議員総選挙
- 選挙開票速報（NHK）
- ゲキセン!（日本テレビ系列）
- 乱!総選挙2005（TBS系列）
- FNN選挙WARS〜改革の最終審判〜（フジテレビ系列）
- 選挙STATION2005（テレビ朝日系列）
- ザ・決断!世紀の決戦（テレビ東京系列）

### 2007年参議院議員通常選挙
- 選挙開票速報（NHK）
- ZERO×選挙2007（日本テレビ系列）
  - 開票速報!どうなる安倍政権 Breaking The 参議院（日テレNEWS24）
- 乱!参議院選挙2007（TBS系列・BS-i）
  - 2007年参議院選挙・すべて見せます!最終議席まで（TBSニュースバード）
- FNNスーパー選挙王（フジテレビ系列）
- 選挙STATION2007（テレビ朝日系列）
  - 報道特番2007 選択の時（朝日ニュースター）
- ザ・決断!国民の審判（テレビ東京系列・BSジャパン）
- ラジオ
  - 参院選バトルトークどうなる安倍政権!?（TBSラジオ）
  - 日本のあしたはどっちだ!〜ソコダイジナトコ〜（文化放送）
  - ニッポン放送報道特番 参議院選挙開票スペシャル（ニッポン放送）

### 2009年衆議院議員総選挙
- 衆院選2009開票速報（NHK総合）
  - BS衆院選開票速報（NHK BS1）
- NNN総選挙特番 ZERO×選挙2009（日本テレビ系列）
  - THE JUDGEMENT 第45回衆議院選挙速報（日テレNEWS24）
- 乱!総選挙2009（TBS系列）
  - すべて見せます!最終議席まで（TBSニュースバード）
- FNNスーパー選挙2009 審判の日（フジテレビ系列）
- 選挙STATION2009（テレビ朝日系列）
  - 政治決戦!選択の時2009（朝日ニュースター）
- ニッポン戦略会議〜あすへの提言〜（テレビ東京系列・BSジャパン）
- 2009政権争奪!徹底解説ライブ 今夜変わる日本（BSイレブン）
- ラジオ
  - 衆院選2009開票速報（NHK第1・NHK-FM）
  - 衆議院選挙・開票スペシャル〜で、どうなる日本?総選挙でバトルトーク!〜（TBSラジオ・JRN系列）
  - 政権選択選挙SPECIAL〜決戦480議席〜（文化放送）
  - 各党幹部総出演!話題の選挙区生中継!ニッポン放送 衆議院選挙開票スペシャル（ニッポン放送）
  - なるか政権交代・衆議院選挙開票速報（ラジオ日本）
  - JFN総選挙スペシャル〜列島縦断☆POWER TO THE PEOPLE（TOKYO FM・JFN）

### 2010年参議院議員通常選挙
- 参院選2010開票速報（NHK総合）
  - BS2010参院選開票速報（NHK BS1）
- ZERO×選挙2010（日本テレビ系列・日テレNEWS24）
  - Oha!選挙 NEWS LIVE（日テレNEWS24・日本テレビ系列・BS日テレ[注釈 4]）
- 乱!参院選2010（TBS系列）
  - すべて見せます!最終議席まで（TBSニュースバード）
- FNN踊る大選挙戦2010（フジテレビ系列）
- 選挙STATION2010（テレビ朝日系列）
  - 政治決戦!選択の時2010（朝日ニュースター）
- 池上彰の選挙スペシャル（テレビ東京系列・BSジャパン）
- ニッポン戦略会議2010（テレビ東京系列・BSジャパン）
- 2010参議院議員選挙「改革と混迷、いま再び信を問う」（BSイレブン）
- ラジオ
  - 参院選2010開票速報（NHK第1・NHK-FM）
  - ザ・選挙2010どうなるニッポン参院選開票スペシャル（TBSラジオ）
  - ロンドンブーツ1号2号田村淳の選挙クラブ〜あなたの本音をぶつけてください!（文化放送）
  - 黒岩祐治と池上彰のまるわかりニッポン!参院選開票スペシャル（ニッポン放送）
  - JFN 参院選スペシャル 列島タイムライン7・11（TOKYO FM・JFN）

### 2012年衆議院議員総選挙
- 衆院選2012開票速報（NHK総合）
  - 衆院選2012列島ドキュメント（NHK）
  - BS2010衆院選開票速報（NHK BS1）
- ZERO×選挙2012（日本テレビ系列・日テレNEWS24・BS日テレ）[注釈 5]
  - 全部見せます!開票速報24（日テレNEWS24、BS日テレ）[注釈 6]
- 選挙STATION2012（テレビ朝日系列）
  - 政治決戦!選択の時2012（朝日ニュースター）
- 乱!総選挙2012（TBS系列）
  - すべて見せます!最終議席まで（TBSニュースバード）
- 池上彰の総選挙ライブ（テレビ東京系列）
- ニッポンの選択・ビギンズ（フジテレビ系列）[注釈 7][注釈 8]
- 地上波ローカル局
  - ニュースeye8×スペシャル衆議院議員選挙開票速報（群馬テレビ）
- ラジオ
  - 衆院選2012開票速報（NHK第1・NHK-FM）
  - ザ・選挙2012どうなるニッポン参院選開票スペシャル（TBSラジオ）
  - ロンドンブーツ1号2号田村淳の選挙クラブ〜あなたの本音をぶつけてください!（文化放送）
  - ザ・ボイス 衆議院選挙スペシャル そこまで言うか!（ニッポン放送）
  - JFN 衆院選スペシャル 列島タイムライン12・16（TOKYO FM・JFN）

### 2013年参議院議員通常選挙
- 参院選2013開票速報（NHK総合）
  - 参院選2013列島ドキュメント（NHK総合）
  - BS2013参院選開票速報（NHK BS1）
- ZERO×選挙2013（日本テレビ系列）
  - 全部見せます!開票速報24（日テレNEWS24[注釈 9]・日本テレビ）
- 選挙STATION2013（テレビ朝日系列）
- 夏の決戦!参院選2013 ニッポンどこへ行く!（TBS系列[注釈 10]・TBSニュースバード）[注釈 11]
- 池上彰の参院選ライブ（テレビ東京系列・BSジャパン）
- FNN参院選 真夏の決断2013（フジテレビ系列）
- ラジオ
  - 参院選2013開票速報（NHK第1・NHK-FM）
  - 参院選スペシャル2013〜そして、この国はどこへ行くのか?（TBSラジオ）
  - 文化放送・参議院選挙開票スペシャル〜決戦!121議席〜（文化放送）
  - 報道特別番組 ザ・ボイス 参議院選挙もそこまで言うか!（ニッポン放送）

### 2014年衆議院議員総選挙
- 衆院選2014開票速報（NHK総合）
- ZERO×選挙2014（日本テレビ系列）
  - 深層NEWS×日テレNEWS24 衆議院選スペシャル（BS日テレ、日テレNEWS24）
  - 日テレNEWS24 全部見せます! 衆議院選スペシャル（日テレNEWS24）[注釈 12]
- 選挙STATION2014（テレビ朝日系列）
- 乱!総選挙2014（TBS系列）
  - TBSニュースバード衆院選2014 すべて見せます!最終議席まで（TBSニュースバード）[注釈 13]
- 池上彰の総選挙ライブ（テレビ東京系列）
  - BSニュース 日経プラス10 衆院選スペシャル「提言 成長実現への針路」（BSジャパン）
- FNN衆院選2014 THE SENKYO 〜ニッポンをしゃべり倒す!〜（フジテレビ系列）
- 2014総選挙 安倍政権に審判〜民意は何を示したのか〜（BS11）
- 地上波ローカル局 
  - 堀潤と“あなた”が伝える!首都決戦2014（TOKYO MX）
  - 衆院選2014 神奈川から考える 私たちの未来（テレビ神奈川）
  - 2014衆議院議員選挙 開票速報 第1部、2部（テレ玉）
  - 報道特別番組 2014衆院選ちば 開票速報（チバテレ）
  - ニュースeye8×スペシャル衆議院議員選挙開票速報（群馬テレビ）
  - 一票に託す 2014とちぎ衆院選（とちぎテレビ）
  - ジャッジ2014ひょうご衆院選（サンテレビ）
- ラジオ
  - JRN 総選挙スペシャル2014〜私たちは何を選んだのか〜（JRN系列 ※TBSラジオ制作）
  - みのもんたの総選挙開票スペシャル（文化放送）
  - 衆議院選挙開票速報〜“アベノミクス”に国民の審判下る!（ニッポン放送）
  - ラジオ日本選挙スペシャル・国民の審判（ラジオ日本）
  - 2014年衆議院選挙特別番組 列島タイムライン―“ありのまま”でいいのか、ニッポン―（JFN系列 ※TOKYO FM制作）

### 2016年参議院議員通常選挙
- 第24回参議院議員選挙開票速報（NHK総合）
- ZERO×選挙2016（日本テレビ系列）
  - 日テレNEWS24×参院選SP（日テレNEWS24）
- 選挙ステーション2016（テレビ朝日系列）
- 激突!選挙スタジアム2016（TBS系列）
  - すべて見せます!最終議席まで（TBSニュースバード）
- TXN選挙SP 池上彰の参院選ライブ（テレビ東京系列）
- FNN参院選 みんなの選挙2016（フジテレビ系列）
- ネット配信
  - みんなの選挙2016×ホウドウキョク（ホウドウキョク）
  - niconico×LINE LIVE【参院選2016】開票特番（ニコニコ生放送・LINE LIVE）
- ラジオ
  - キー局
    - JRN参院選スペシャル2016〜この国はどこへ向かうのか〜（TBSラジオ制作[注釈 14]・JRN）
    - 参議院議員選挙開票スペシャル〜18歳の選挙権〜（文化放送制作）
    - ニッポン放送参議院選挙開票速報特別番組（ニッポン放送）[注釈 15]
    - 2016年参議院選挙特別番組 列島タイムライン（TOKYO FM制作・JFN）

  - ローカル局 
    - 2016参議院選挙開票特別番組"黙ってへんで!報ラジ選挙"（MBSラジオ[注釈 16]）
    - 選挙です!林編集長（ラジオ関西[注釈 17]）
    - RadiPrism 超・開票速報（RCCラジオ[注釈 18]）

など多数

### 2017年衆議院議員総選挙
- 衆議院議員選挙開票速報（NHK総合）
- ZERO×選挙2017（日本テレビ系列）
  - 日テレNEWS24 衆院選'17 この国のかたち（日テレNEWS24・BS日テレ）
- 選挙ステーション2017（テレビ朝日系列）
- 激突!与野党大決戦 選挙スタジアム2017（TBS系列）
  - BS-TBS総選挙スペシャル・週刊報道LIFE&外国人記者は見た+（BS-TBS）
- TXN衆院選SP 池上彰の総選挙ライブ（テレビ東京系列）
- FNN選挙特番 ニッポンの決断!2017（フジテレビ系列）
  - BSフジNEWS衆院選2017（BSフジ）
- 地上波ローカル局
  - 衆院選開票特番「選挙CROSS」（TOKYO MX）
- ネット配信
  - みのもんたのよるバズ! 総選挙スペシャル（AbemaNews）
  - 【衆院選2017】開票特番 〜選挙の大義・憲法改正・リベラル崩壊?言いたい事を言う生放送〜（ニコニコ生放送）
  - FNN.com総選挙ナビ 激戦ライブ!ニッポンの選択（ホウドウキョク）
- ラジオ
  - 総選挙スペシャル2017〜この選挙で何が終わり、何が始まるのか〜（TBSラジオ制作・JRN）
  - SAKIDORI!衆議院議員選挙開票スペシャル（文化放送）
  - ニッポン放送衆議院選挙開票速報! 「国民はこう決断した!」（ニッポン放送）
  - 2017年衆議院議員総選挙 特別番組「列島タイムライン」（TOKYO FM制作・JFN）

### 2019年参議院議員通常選挙
- 第25回参議院議員選挙開票速報（NHK総合）
- zero選挙2019（日本テレビ系列）
- 選挙ステーション2019（テレビ朝日系列）
- Nスタ×news23 選挙スペシャル（TBS系列）
- TXN選挙SP 池上彰の参院選ライブ（テレビ東京系列）
- Live選挙サンデー 令和の大問題追跡SP（フジテレビ系列）
- 地上波ローカル局 
  - 2019とちぎ参院選〜未来への選択（とちぎテレビ）
  - 報道特別番組 新時代の選択 知事選挙・参議院選挙（群馬テレビ）
  - テレ玉Live Special 2019参院選 埼玉選挙区 あなたにカンケイある選挙（テレ玉）
  - 報道特別番組 NEWSチバ開票速報参院選2019（チバテレ）
  - 参院選開票特番 選挙Link（tvk）
  - 参院選開票速報「令和初の1票、京の有権者が託したのは?」（KBS京都）
  - 参院選開票速報「令和初の政治決戦、京の2議席は誰に?」（KBS京都）
  - ジャッジ2019ひょうご参院選（サンテレビ）
- ネット配信
  - AbemaTV×Twitter第2弾 アベマ選挙SP〜民主主義オワコン危機〜（AbemaNews）
  - 百田尚樹 開票を見守るニコニコ生放送（ニコニコ生放送 百田尚樹チャンネル）
  - チャンネル桜 参議院議員選挙2019 ネット生放送特番（日本文化チャンネル桜）
- ラジオ
  - キー局
    - JRN開票特別番組「参議院選挙2019〜有権者が選んだ未来は〜」（TBSラジオ・JRN）
    - SAKIDORI!開票スペシャル〜速報124議席（文化放送）
    - 参議院選挙開票速報〜令和初の国政選挙を制するのは!?（ニッポン放送）
    - 2019年 参議院選挙 特別番組 『令和のミライ〜その問題、先送りできますか?〜（TOKYO FM・JFN）

  - ローカル局 
    - 特別番組「知事選・参院選2019」（FMぐんま）
    - 2019夏の陣 YBC参議院選挙開票速報（山形放送）
    - 報道特別番組 参議院議員選挙開票速報2019ふくしま（ラジオ福島）
    - 開票特別番組「激戦!2019参議院選挙」（茨城放送）
    - 参議院選挙開票特番・明日の日本（ラジオ日本）
    - 選挙もフツーでいいじゃない（新潟放送）
    - 第25回参院選開票特番「SBS選挙スペシャル〜参院選開票速報2019」（静岡放送）
    - ABC選挙スペシャル〜改憲・増税・年金不安 安倍政権の成績表は?〜（朝日放送ラジオ）
    - ニュースなラヂオ参議院選挙特番（MBSラジオ）
    - MBC選挙特BURN（南日本放送）

### 2021年衆議院議員総選挙
- 衆議院議員選挙開票速報（NHK総合）
- zero選挙2021（日本テレビ系列）
  - 日テレNEWS24 2021衆議院選挙SP! 北から南まで開票速報（日テレNEWS24）
- 選挙ステーション2021（テレビ朝日系列）
  - 日曜スクープ 衆院選2021拡大スペシャル（BS朝日）
- 選挙の日2021 太田光と問う!私たちのミライ（TBS系列）
  - 選挙をSHARE 衆院選2021スペシャル / TBS NEWS live!衆院選2021（TBS NEWS）
- Live選挙サンデー（フジテレビ系列）
- TXN衆院選SP 池上彰の総選挙ライブ（テレビ東京系列）
- 地上波ローカル局 
  - 衆院選特番 選挙FLAG（TOKYO MX）
  - 選挙Link（tvk）
  - あなたにカンケイある選挙 2021衆院選 埼玉選挙区開票速報（テレ玉）
  - 報道特別番組「2021衆議院議員総選挙」（チバテレ）
  - 2021とちぎ衆院選（とちぎテレビ）
  - 衆院選開票速報（群馬テレビ）
  - 衆院総選挙!三重県最新情報（三重テレビ）
  - 報道特別番組「総選挙ぎふ2021」（岐阜放送）
  - 衆院選2021開票速報（KBS京都）
  - 国民の選択!2021 衆院選兵庫&神戸市長選（サンテレビ）
  - 2021衆院選 滋賀全選挙区開票速報（びわ湖放送）
  - 報道特別番組 衆議院議員総選挙開票速報（テレビ和歌山）
  - ゆうドキッ!衆院選SP 総選挙ライブ奈良（奈良テレビ）
- ネット配信
  - ABEMA Prime・衆院選特別番組『ひろゆき&柏木由紀と考える総選挙2021 日本は変わる?変わらない?（ABEMA）
  - 【衆院選2021】開票特番｜三浦瑠麗、東浩紀、石戸諭、夏野剛と見守ろう（ニコニコ生放送）
- ラジオ
  - キー局
    - JRN開票特別番組「総選挙開票スペシャル2021」（TBSラジオ・JRN）[8]
    - 衆議院選挙開票速報!日本国民の選択は?（ニッポン放送）[9]
    - 衆議院選挙開票スペシャル 決戦465議席（文化放送）[10]
    - 2021年衆議院選挙 JFN特別番組『令和の選択（TOKYO FM・JFN）[11]

  - ローカル局 
    - STVラジオ 衆院選開票ライブ（STVラジオ）[12]
    - 選挙を占拠!なんぐ・りせこの開票天国（新潟放送）
    - ニュースマン石塚元章のTHE総選挙!（CBCラジオ）
    - 第49回衆議院議員総選挙 開票速報（岐阜放送）
    - 浦川泰幸のウラのウラまで選挙です（ABCラジオ）

### 2022年参議院議員通常選挙
- 参議院議員選挙開票速報（NHK総合）
- zero選挙2022（日本テレビ系列）
  - 日テレNEWS24 2022参議院選挙SP! 北から南まで開票速報（日テレNEWS24）
- 選挙の日2022 私たちの明日（TBS系列）
  - 選挙DIG 参院選LIVE2022 〜開票速報すべて見せます!最速フカボリも!〜（TBS NEWS）
- Live選挙サンデー2022（フジテレビ系列）
- 選挙ステーション2022（テレビ朝日系列）
- 池上彰の参院選ライブ（テレビ東京系列）
- 地上波ローカル局 
  - 参院選特番 選挙FLAG 首都決戦2022（TOKYO MX）
  - 選挙Link（tvk）
  - 2022参院選 埼玉選挙区開票速報（テレ玉）
  - 報道特別番組「2022参議院議員選挙」（チバテレ）
  - 2022とちぎ参院選（とちぎテレビ）
  - 参院選開票速報（群馬テレビ）
  - 報道特別番組「参院選ぎふ2022」（岐阜放送）
  - 参院選2022開票速報（KBS京都）
  - はじめの1票 Z世代×参院選 兵庫選挙区開票速報（サンテレビ）
  - 滋賀県知事選挙&参議院議員選挙開票速報（びわ湖放送）
  - 参議院和歌山県選挙区 開票速報（テレビ和歌山）
- ラジオ
  - JRN報道特別番組「開票ライブ!参院選2022」〜多様な声を政治に直接届ける選挙特番〜（TBSラジオ・JRN）
  - 参議院選挙開票速報!〜どうする?どうなる?日本の未来〜（ニッポン放送）
  - 参議院選挙開票スペシャル〜改選124議席の行方〜（文化放送）

### 2024年衆議院議員総選挙
- 衆議院議員選挙開票速報（NHK総合・NHK Eテレ）
- zero選挙2024（日本テレビ系列）
  - みんなの声でつくる衆議院選挙2024〜開票ライブ〜（日テレNEWS24）
- 決戦!緊急W中継 SMBC日本シリーズ2024×選挙の日2024（TBS系列）
  - 選挙DIG 衆院選LIVE2024（TBS NEWS）
- Live選挙サンデー超速報SP（フジテレビ系列）
- 選挙ステーション2024（テレビ朝日系列）
  - 有働Times（テレビ朝日系列）
- 集まれ!総選挙ライブ（テレビ東京系列）
- 地上波ローカル局 
  - 選挙Junction（TOKYO MX）
  - 選挙Link（tvk）
  - あなたにカンケイある選挙 2024衆院選 開票特別番組（テレ玉）
  - 報道特別番組 選挙チバ〜2024衆議院議員総選挙〜（チバテレ）
  - 2024とちぎ衆院選（とちぎテレビ）
  - 報道特別番組 衆院選2024（群馬テレビ）
  - 報道特別番組「衆院選総選挙ぎふ2024」（岐阜放送）
  - 衆院選三重県最新情報（三重テレビ）
  - 2024衆院選 滋賀全選挙区開票速報（びわ湖放送）
  - KBS京都 衆院選2024開票特番（KBS京都）
  - 列島舌戦!衆院選兵庫2024開票速報（サンテレビ）
  - 報道特別番組 衆議院議員総選挙開票速報2024（テレビ和歌山）
  - ゆうドキッ!衆院選スペシャル 総選挙ライブ奈良〜奈良の未来を語ろう〜（奈良テレビ）
- ラジオ
  - JRN報道特別番組「総選挙2024＜ザ・ジャッジ＞有権者の審判は」（TBSラジオ・JRN）
  - 飯田浩司のOK! Cozy up!総選挙開票スペシャル（ニッポン放送）
  - 文化放送衆議院選挙開票スペシャル〜みんなのホンネ〜（文化放送）

### 2025年参議院議員通常選挙
- 参議院議員選挙開票速報（NHK総合・NHK Eテレ）
- zero選挙2025（日本テレビ系列）
- 選挙の日2025（TBS系列）
- Live選挙サンデー（フジテレビ系列）
- 選挙ステーション2025（テレビ朝日系列）
  - 有働Times（テレビ朝日系列）
- 選挙サテライト2025（テレビ東京系列）

## 日本以外の他国

### アメリカ
ABC・CBS・NBC・MSNBC・CNN・FOXニュースでは大統領選挙の開票速報を全米同時放送する。

### イギリス
イギリスではBBCが大型のセットを使い選挙速報を放送している。ITNやSky Newsと共同での予測が行われる。

### 朝鮮民主主義人民共和国
朝鮮中央テレビにおいて全国の結果と割合のみを放送する。

### イスラエル
IBAが選挙締切からのカウントダウン及び、予測を放送している。